# Ponette
Pour l'acteur, voir Luc Ponette.
Pour plus de détails, voir Fiche technique et Distribution.
Ponette est un film français réalisé par Jacques Doillon, sorti en 1996. Il traite du deuil vécu par une fillette, à travers une restitution de l'univers mental de l'enfance, en particulier la pensée magique.

## Synopsis
Ponette, petite fille de quatre ans, perd sa mère dans un accident de voiture. Les explications données par les adultes, que ce soit la religion de sa tante ou le naturalisme de son père, ne lui apportent pas les réponses dont elle a besoin. Elle est en somme autant seule face à son problème que tentée par les diverses interprétations et jeux qui laisseraient pointer un espoir de communication avec sa mère, ce qui l'expose à tous les dangers.

## Fiche technique
- Réalisation : Jacques Doillon
- Scénario : Jacques Doillon
- Collaboration au scénario : Brune Compagnon
- Photographie : Caroline Champetier
- Musique : Philippe Sarde
- Montage : Jacqueline Fano
- Son : Jean-Claude Laureux, Dominique Hennequin
- Genre : drame
- Durée : 97 minutes
- Date de sortie :
  - France : 25 septembre 1996 ; 6 octobre 2021 (ressortie en version restaurée)

## Distribution
- Victoire Thivisol : Ponette
- Delphine Schiltz : Delphine
- Matiaz Bureau Caton : Matiaz
- Léopoldine Serre : Ada
- Marie Trintignant : la mère
- Xavier Beauvois : le père
- Claire Nebout : la tante
- Aurélie Vérillon : Aurélie
- Henri Berthon : l'instituteur
- Carla Ibled : Carla
- Luckie Royer : Luce
- Antoine du Merle : Antoine
- Marianne Favre : Marianne

## Tournage
Le film a été tourné en Drôme Provençale (Saint-Auban-sur-l'Ouvèze)

## Accueil
En 2019, Jacques Doillon est parrain du Festival Films Courts Dinan et présente Ponette lors de la cérémonie de clôture.

## Distinction
- Mostra de Venise 1996 : Coupe Volpi de la meilleure interprétation féminine pour Victoire Thivisol

La seule récompense du film distingue l'actrice principale, âgée de cinq ans, ce qui provoqua plusieurs sifflets dans la salle. Le président du jury, Roman Polanski, se défendit en précisant que le prix fut décidé à l'unanimité. Les polémiques avaient déjà commencé lors de la présentation du film, des journalistes questionnant la pertinence et le traumatisme potentiel du rôle à une fille aussi jeune,,,,.